# اسپیه
اسپیه (به ترکی استانبولی: Espiye) شهری است در کشور ترکیه که در استان گره‌سون واقع شده‌است. جمعیت این شهر بر اساس سرشماری سال ۲۰۰۸ میلادی ۱۶٬۳۳۲ نفر و بر اساس برآوردهای سال ۲۰۰۹ میلادی ۱۵٬۸۴۱ نفر می‌باشد.